# Sabine Krantz
Sabine Krantz (née Zimmer le 6 février 1981 à Potsdam) est une athlète allemande spécialiste de la marche athlétique. Elle détient les records d'Allemagne du 5 000 m marche et du 20 km marche.

## Biographie

### Palmarès
| Date | Compétition                   | Lieu                        | Résultat | Épreuve      | Performance     |
| ---- | ----------------------------- | --------------------------- | -------- | ------------ | --------------- |
| 1998 | Championnats du monde juniors | Annecy                      | 1er      | 5 km marche  | 21 min 14 s 39  |
| 2000 | Championnats du monde juniors | Santiago                    | 3e       | 10 km marche | 46 min 49 s 97  |
| 2003 | Championnats d'Europe espoirs | Bydgoszcz                   | 3e       | 20 km marche | 1 h 35 min 56 s |
| 2003 | Championnats du monde         | Paris                       | 20e      | 20 km marche | 1 h 34 min 08 s |
| 2004 | Jeux olympiques d'été         | Athènes                     | 16e      | 20 km marche | 1 h 31 min 59 s |
| 2005 | Championnats du monde         | Helsinki                    | 23e      | 20 km marche | 1 h 34 min 24 s |
| 2006 | Championnats d'Europe         | Göteborg                    | 6e       | 20 km marche | 1 h 29 min 56 s |
| 2007 | Championnats du monde         | Osaka                       | 8e       | 20 km marche | 1 h 33 min 23 s |
| 2007 | Challenge mondial de marche   | Challenge mondial de marche | 3e       | 20 km marche | 27 pts          |
| 2008 | Jeux olympiques d'été         | Pékin                       | 14e      | 20 km marche | 1 h 30 min 19   |

### Records
| Épreuve        | Performance     | Lieu         | Date           |
| -------------- | --------------- | ------------ | -------------- |
| 5 000 m marche | 20 min 11 s 45  | Wattenscheid | 2 juillet 2005 |
| 20 km marche   | 1 h 27 min 56 s | Hildesheim   | 5 juin 2004    |